# España otra vez
España otra vez és una pel·lícula dramàtica espanyola del 1969 dirigida per Jaime Camino. Va participar al 22è Festival Internacional de Cinema de Canes. La pel·lícula fou escollida per representar Espanya a l'Oscar a la millor pel·lícula de parla no anglesa als Oscars de 1968, però la seva nominació no fou acceptada.

## Argument
El famós neurocirurgià estatunidenc David Foster (Mark Stevens) arriba a Barcelona amb la seva esposa per a assistir a un congrés internacional de medicina, però també per a recordar com trenta anys abans, durant la Guerra Civil Espanyola, va exercir com a metge de les Brigades Internacionals. David aprofita el viatge per a buscar a María, una infermera que va ser la seva xicota, no obstant això només localitza a la seva filla (Manuela Vargas), que també es diu María i es dedica al ball flamenc. Entre ella i l'estatunidenc neix una apassionada atracció, boicotejada pel professor de ball de la noia.

## Repartiment
- Manuela Vargas - María
- Mark Stevens - Dr. David Foster
- Marianne Koch - Kathy Foster
- Enrique Giménez 'El Cojo' - Maestro Miguel
- Luis Serret - Manuel Oliver
- Luis Ciges - Pare Jacinto
- Joaquín Pujol - Hijo de Manuel
- Alberto Berco - Dr. Gavotty
- Alberto Puig - Dr. Tomás
- Flor de Bethania Abreu - Teresa
- Manuel Muñiz - Home estrany

## Premis i nominacions
Als Premis del Sindicat Nacional de l'Espectacle de 1968 va guanyar el premi especial de 250.000 pessetes.